# Haasiasaari (ö i Södra Savolax)
Haasiasaari är en ö i Finland. Den ligger i sjön Enonvesi och i kommunen Enonkoski i den ekonomiska regionen  Nyslotts ekonomiska region  och landskapet Södra Savolax, i den sydöstra delen av landet, 300 km nordost om huvudstaden Helsingfors. Öns area är 3 hektar och dess största längd är 290 meter i sydväst-nordöstlig riktning.